# Grund (Wipperfürth)
Grund ist eine Ortschaft in der Gemeinde Wipperfürth im Oberbergischen Kreis im Regierungsbezirk Köln in Nordrhein-Westfalen (Deutschland).

## Lage und Beschreibung
Die Ortschaft liegt im Südwesten der Stadt Wipperfürth zwischen dem Schwarzenbach und dem Wipperfelder Bach an der Gemeindegrenze zu Kürten. Nachbarortschaften sind Rothe Furth, Überberg, Unterschwarzen und Buchholz.
Die Ortschaft gehört zum Gemeindewahlbezirk 160 und damit zum Ortsteil Wipperfeld.

## Geschichte
1487 wird der Ort erstmals unter der Bezeichnung „Grunde“ in Darlehenslisten für Wilhelm III. von Berg genannt. Die Karte Topographia Ducatus Montani aus dem Jahre 1715 zeigt zwei Höfe und bezeichnet diese mit „Grund“. Die Topographische Aufnahme der Rheinlande von 1824 zeigt auf umgrenztem Hofraum unter dem Namen „Grund“ vier getrennt voneinander liegende Grundrisse. Auf der Preußischen Uraufnahme von 1844 lautet die Ortsbezeichnung „Hof Grund“. Ab der topografischen Karte der Jahre 1893 bis 1896 lautet die Ortsbezeichnung Grund.
Oberhalb des Teiches steht ein altes Fachwerk-Backhaus mit einem Ofen aus Bruchstein aus dem 1721, allerdings ist das Baudenkmal in einem schlechten Zustand. Aus dem Jahre 1933 stammt ein im Ortsbereich stehendes Hofkreuz aus Sandstein.

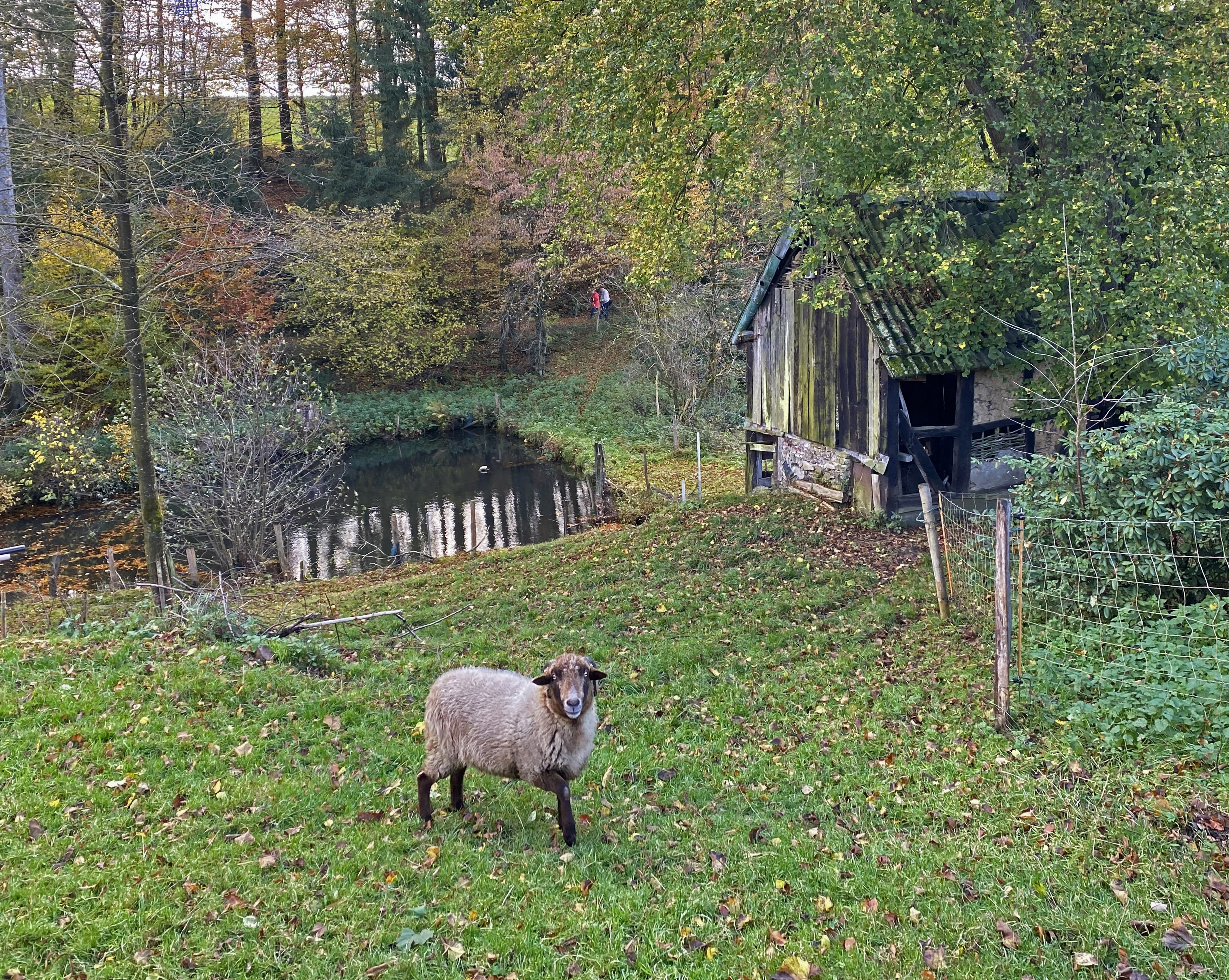
Altes Backhaus (1721)
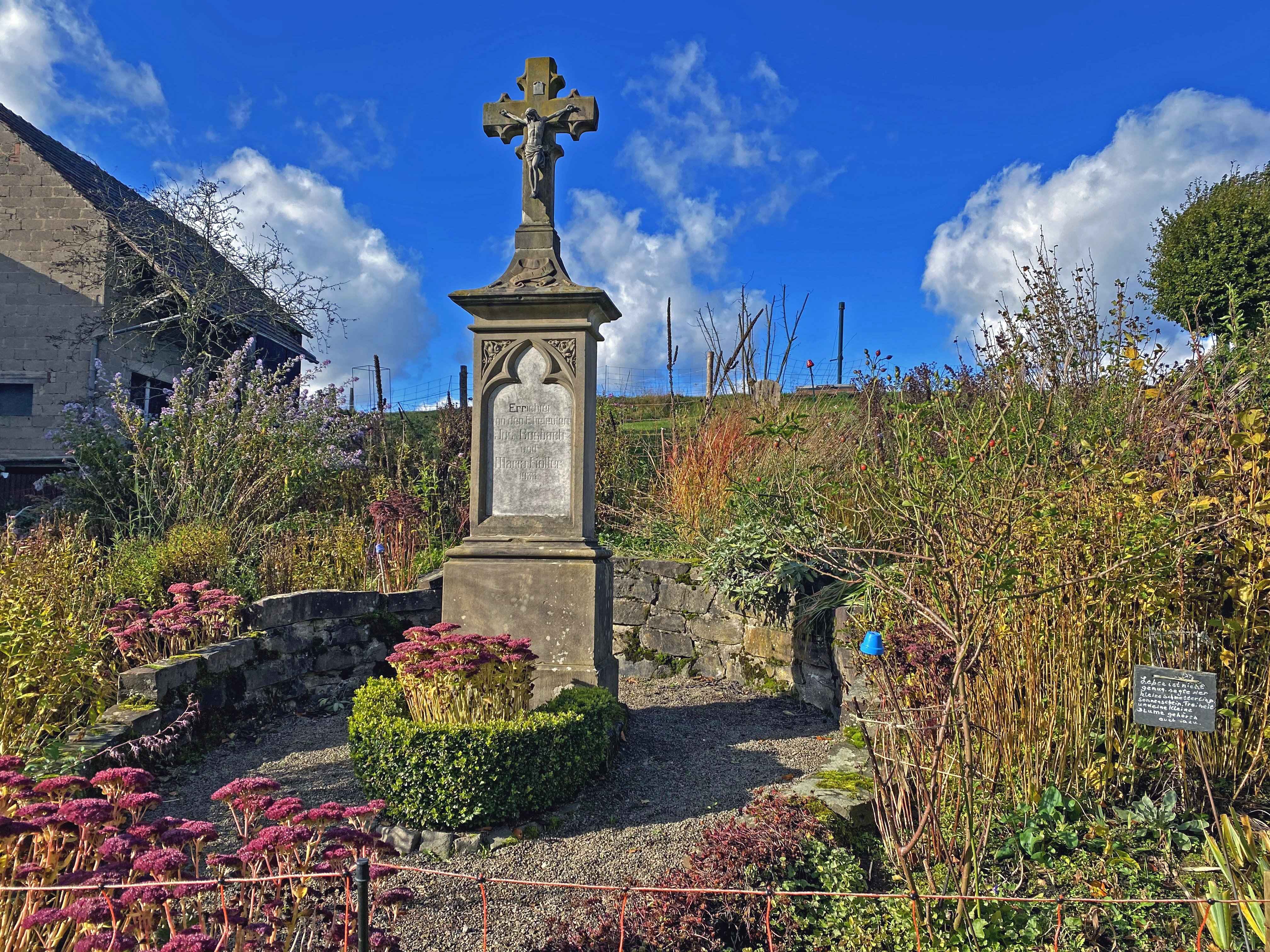
Hofkreuz in Grund (1933)

## Busverbindungen
Über die Haltestelle Unterschwarzen der Linie 427 (VRS/OVAG) ist Grund an den öffentlichen Personennahverkehr angebunden.

## Wanderwege
Der vom SGV ausgeschilderte örtliche Rundwanderweg A4 führt durch den Ort.